# دلقک‌هراسی
دلقک‌هراسی (به انگلیسی: Coulrophobia) به معنای ترس از دلقک‌ها است. این نوع ترس به ترس از دلقک‌هایی که چهرهٔ شیطانی دارند منحصر نمی‌شود و هراس از هر نوع دلقکی را در بر می‌گیرد. منشأ این هراس می‌تواند یک یا چند خاطرهٔ ناخوشایند از دلقک‌ها یا حتی تماشای برخی فیلم‌ها یا سکانس‌ها باشد.

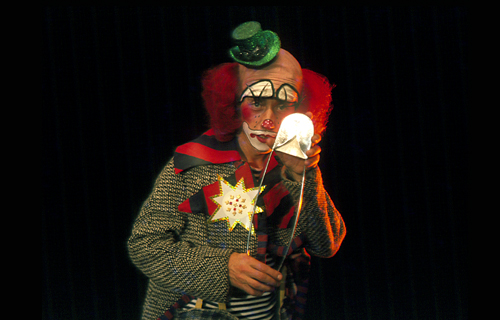
دلقک

## تحقیقات
تحقیقات استادان روان‌شناسی دانشگاه ایالتی کالیفرنیا در نورتریج نشان می‌دهد که کودکان به بدنی انسان‌گونه ولی با چهرهٔ متفاوت واکنش انفعالی نشان می‌دهند.
تحقیقات انجام شده در دانشگاه شفیلد نشان داده که کودکان از دلقک‌های دکور بیمارستان یا مطب‌های روانشناسان خوششان نمی‌آید. در این تحقیقات، دربارهٔ طراحی مجدد دکور بیمارستان از کودکان نظرسنجی شده بود. پنی کرتیس محقق این دانشگاه اظهار داشت: «ما دریافتیم که کودکان سراسر جهان از دلقک‌ها خوششان نمی‌آید. کودکان دلقک‌ها را وحشت‌انگیز و ناشناخته می‌پندارند.»